# Bresolettes
Bresolettes is een plaats en voormalige gemeente in het Franse departement Orne in de regio Normandië en telt 17 inwoners (2009).  De plaats maakt deel uit van het arrondissement Mortagne-au-Perche.

## Geschiedenis
Bresolettes is op 1 januari 2016 gefuseerd met de gemeenten Autheuil, Bivilliers, Bubertré, Champs, Lignerolles, La Poterie-au-Perche, Prépotin, Randonnai en Tourouvre tot de gemeente Tourouvre au Perche. 

## Geografie
De oppervlakte van Bresolettes bedraagt 6,0 km², de bevolkingsdichtheid is dus 2,8 inwoners per km².
De onderstaande kaart toont de ligging van Bresolettes met de belangrijkste infrastructuur en aangrenzende gemeenten.

## Demografie
Onderstaande figuur toont het verloop van het inwonertal (bron: INSEE-tellingen).
Autheuil · Bivilliers · Bresolettes · Bubertré · Champs · Lignerolles · La Poterie-au-Perche · Prépotin · Randonnai · Tourouvre